# 城東村 (大阪府)
城東村（じょうとうむら）は、大阪府東成郡にあった村。現在の大阪市城東区の一部と中央区城見にあたる。
本稿では、前身の北新開荘村（きたしんかいのしょうむら）についても記述する。

## 歴史
城東村の名は、大坂城の東に位置することに由来する。
北新開荘村の名は、南北朝時代に上町台地東麓の低湿地に成立した荘園「新開荘」の北部であることに由来する。

### 沿革
- 1666年（寛文6年） - 東成郡鴫野村字弁天島が京橋口定番下屋敷地として接収される。
- 1667年（寛文7年） - 東成郡本庄村より天王田村が分村。
- 1869年（明治2年） - 弁天島が再び鴫野村に編入される。
- 1889年（明治22年）4月1日 - 町村制施行により、東成郡鴫野村、天王田村、左専道村、永田村が合併して北新開荘村が発足。大字鴫野に村役場を設置。
- 1916年（大正5年）1月1日 - 城東村に改称。
- 1925年（大正14年）4月1日 - 大阪市に編入され、東成区の一部となる。同日城東村廃止。
- 1932年（昭和7年）10月1日 - 分区により、旧村域が旭区の一部となる。
- 1943年（昭和18年）4月1日 - 分区により、旧村域の大半が城東区の一部、弁天島にあたる城東線（現・大阪環状線）以西が東区の一部となる。

## 交通

### 鉄道路線
現在はJR片町線・Osaka Metro今里筋線の鴫野駅、長堀鶴見緑地線の大阪ビジネスパーク駅が所在するが、いずれも当時は未開業。